# XV (альбом)
«XV» — альбом Сокири Перуна, випущений лейблом Sva Stone 28 вересня 2013-го року котрий складався з аранжувань композицій попередніх років. Приурочений до 15-ти річчя заснування гурту.

## Список композицій
| #     | Назва                                   | Тривалість |
| ----- | --------------------------------------- | ---------- |
| 1.    | «Перунова рать»                         | 6:27       |
| 2.    | «Під прапором перемоги»                 | 4:05       |
| 3.    | «Слов'янин»                             | 4:18       |
| 4.    | «Честь та кров»                         | 5:09       |
| 5.    | «Ми з тобою, брате»                     | 3:39       |
| 6.    | «Святослав»                             | 3:39       |
| 7.    | «Незгасне полум'я слави»                | 4:37       |
| 8.    | «Hail the New Dawn (Skrewdriver cover)» | 3:47       |
| 9.    | «Український патріот»                   | 2:30       |
| 10.   | «Очі, сповнені гніву»                   | 5:45       |
| 43:56 |                                         |            |